# Ferrán Martínez Garriga
Ferrán Martínez Garriga (Barcelona, 25 de abril de 1968) es un exbaloncestista español.

## Biografía
Se inició en la cantera de su colegio el Centre d'Estudis Mireia de Montgat, en la provincia de Barcelona. Jugador dotado de un gran tiro, inteligencia, y muy buenos fundamentos técnicos, muy pronto llamó la atención de un entrenador del F. C. Barcelona, Jaume Berenguer, que fue quien lo recomendó al combinado azulgrana.
Ya como profesional jugó en los dos grandes equipos del baloncesto catalán, y grandes rivales: el F. C. Barcelona y el Club Joventut de Badalona, con el que ganó la Copa de Europa de 1994. Con sus 2,13 metros de estatura, fue uno de los pívots más determinantes de Europa durante sus 15 años de profesional, entre 1985 y el 2000. Fue nombrado mejor jugador europeo de la Liga Griega en la temporada 1997-1998. Con un total de 7, es el segundo jugador que más campeonatos de la Liga ACB tiene, solo superado por Juan Carlos Navarro.
Fue un pívot pionero, que marcó un antes y un después en el baloncesto español, entre el modelo de pívot más limitado al juego cercano al aro y a las labores defensivas como Fernando Romay y el ala-pívot rápido y polivalente como Pau Gasol. Su  estilo en el tiro de 3 puntos, velocidad de ejecución de movimientos, capacidad de anotación y carácter ganador supuso una revolución. 
Lució durante toda su carrera el dorsal número 13.
Tras su retirada ha escrito libros de autoayuda, coaching y marketing digital.

### Selección nacional
Participó en 156 partidos de la selección española, entre 1987 y 1997, estando presente en todas las grandes competiciones excepto en las celebradas los años 1991 y 1992 a causa de dos lesiones. Así, participó en unos Juegos Olímpicos (Seúl 88), dos Mundiales de Baloncesto (1990 y 1994) y cinco EuroBasket (1987, 1989, 1993, 1995 y 1997).

## Logros y reconocimientos
- 1 Euroliga: 1993-94, con el Club Joventut de Badalona.
- 7 Liga ACB:
  - 5 con el F. C. Barcelona: 1987, 1988, 1989, 1990, 1995, 1996.
  - 2 con el Club Joventut de Badalona: 1991 y 1992.
- 2 Copa del Rey de Baloncesto: 1987, 1988, con el F. C. Barcelona.
- 1 Recopa de Europa de Baloncesto: 1986, con el F. C. Barcelona.
- 1 Copa Korac: 1987, con el F. C. Barcelona.
- 2 Mundial de Clubs de Baloncesto: 1985, con el F. C. Barcelona, y 1996 con el Panathinaikos.
- 1 Liga de baloncesto de Grecia: 1998, con el Panathinaikos.

### Consideraciones
Fue el mejor anotador y reboteador de la final de la Euroliga que ganó con el Joventut de Badalona el año 1994.
En el momento de su retirada era, junto con Juan Antonio San Epifanio, quien más partidos de la final de la Liga ACB había disputado (29).